# Chelsea Morning
Chelsea Morning ist ein Song, der von Joni Mitchell geschrieben und 1969 auf ihrem zweiten Album Clouds veröffentlicht wurde.

## Hintergrund
Mitchell lebte in Chelsea (New York City). Die zweite Strophe skizziert einen „Regenbogen an der Wand“ und meint damit das Farbspiel eines Mobiles aus Farbglas:

„Woke up, it was a Chelsea morning
And the first thing that I saw
Was the sun through yellow curtains
And a rainbow on the wall
Blue, red, green and gold to welcome you
Crimson crystal beads to beckon“

Mitchell erzählte dazu später:

„Ich habe das in Philadelphia geschrieben, nachdem einige Mädchen, die in diesem Club arbeiteten, in dem ich spielte ... dieses bunte Glas an einem Weg gefunden hatten. Wir sammelten viel davon und bauten daraus Glas-Mobiles mit Kupferdraht und Kleiderbügeln. Ich nahm meins mit nach New York und hängte es in mein Fenster in der West 16th Street in Chelsea. Die Sonne traf auf das Mobile und schickte die sich bewegenden Farben durch den ganzen Raum. Als junges Mädchen empfand ich das als etwas sehr Schönes. Es gibt sogar eine Anspielung auf das Mobile in dem Song. Es war eine sehr junge und schöne Zeit ... bevor ich einen Plattenvertrag hatte. Ich denke, es ist ein sehr süßer Song, aber ich betrachte ihn nicht als Teil meiner besten Arbeit. Für mich wirken die meisten dieser frühen Songs wie das Werk eines naiven Mädchens.“

Rezensent Richie Unterberger schrieb bei Allmusic:

„Chelsea Morning verkörpert die optimistischste Seite der Rockmusik der späten 1960er Jahre und vermittelt eine Zeit und einen Ort, an dem die Welt vor Sonnenschein und Möglichkeiten zu platzen scheint. Manchen mag der Ton zu rosig erscheinen. Es ist kein Zufall, dass es eine der Platten ist, die ein alterndes Blumenkind, dargestellt von Teri Garr, in Martin Scorseses Filmkomödie Afterhours spielt. Dennoch können viele Hörer die schöne Melodie und den einnehmenden Text ohne Ironie hören und singen. Chelsea Morning, in der Version, die Mitchell auf ihrem zweiten Album Clouds veröffentlichte, ist wie die meisten ihrer frühesten Veröffentlichungen nicht gerade Rockmusik; es ist eher akustische Folkmusik mit einer Rocksensibilität. Die federnden, unregelmäßigen Rhythmen bewegen sich jedoch mit einem viel beschwingteren Groove als herkömmlicher Folk. Auch die Akkorde sind sowohl für Folk als auch für Popmusik ungewöhnlich und bewegen sich unvorhersehbar, aber einprägsam. Dasselbe könnte man auch über Mitchells Stimme sagen, die in diesem Song ihren beachtlichen Tonumfang hervorragend zur Geltung bringt, besonders in den hohen Lagen. Obwohl die einzige instrumentale Begleitung in Mitchells Version eine Akustikgitarre ist, hebt sie sich weiter von der Folkmusik ab, indem sie einige ihrer eigenen hohen Harmonien hinter ihre Hauptstimme legt. Was Chelsea Morning bei den Zuhörern jedoch wirklich gut ankommen ließ, war die Beschwörung der Schönheit einer Stadt am Morgen, wenn der Verkehr wie Weihnachtsglocken läutet und die Sonne wie Karamell in die Wohnung strömt.“

Chelsea Clinton, die Tochter von Präsident Bill Clinton und Hillary Clinton, wurde nach dem Song benannt, nachdem das Paar die Version von Judy Collins bei einem Spaziergang im Londoner Stadtteil Chelsea gehört hatte.

## Andere Veröffentlichungen
Vorher erschien das Lied mehrfach, 1967 von Dave Van Ronk auf seinem Album Dave Van Ronk and the Hudson Dusters, 1968 auf dem Debütalbum der britischen Band Fairport Convention, als Single von Gloria Loring und Anfang 1969 als Single von Judy Collins. Jennifer Warnes nahm ihn 1968 für ihr Debütalbum I Can Remember Everything auf, er wurde 1969 als Single ausgekoppelt.
Im Jahr 1971 nahm Neil Diamond den Song für sein Album Stones auf.